# Джей, Джон

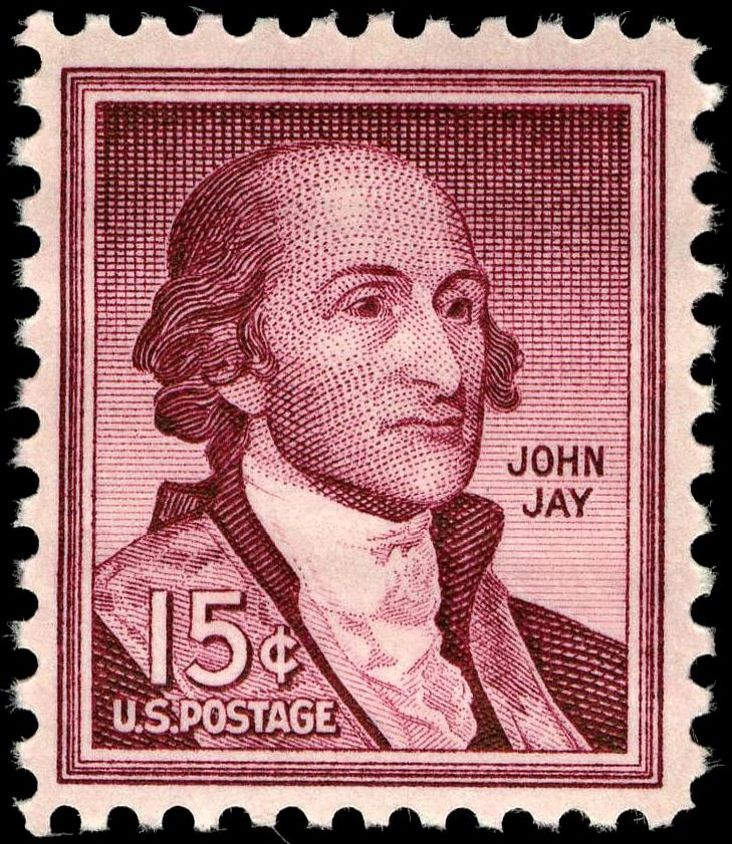
John Jay, 15¢ почтовая марка, 1958

Джон Джей (англ. John Jay; 12 декабря [23 декабря] 1745, Нью-Йорк — 17 мая 1829, Бедфорд, Нью-Йорк) — американский государственный деятель, один из отцов-основателей США.
Был депутатом Первого и Второго континентальных конгрессов от штата Нью-Йорк и председателем Конгресса в 1779 году. С 1779 по 1782 года являлся послом США в Испании. Служил министром иностранных дел с 1789 по 1790 год. После принятия Конституции и формирования правительства США стал первым председателем Верховного суда США. С 1795 по 1801 год служил губернатором штата Нью-Йорк. Член Американского философского общества (1780).

## Биография
Джон Джей родился 12 декабря 1745 года в Нью-Йорке и происходил из благополучной семьи торговцев провинции Нью-Йорк. Отец Джея, Питер Джей (1704—1782), был богатым торговцем мехами, пшеницей, древесиной и другими товарами. Мать Джея, Мэри Джей (урождённая Ван Кортленд; 1705—1777), была дочерью купца, плантатора и политика Якобуса ван Кортленда (1658—1739). Получил образование юриста в Кингс-Колледже (предшественнике Колумбийского университета).
Во время Войны за независимость Джей был членом первого и второго Континентального конгресса. В 1777 году он стал одним из разработчиков первой Конституции штата Нью-Йорк.
В 1779 году Джей стал посланником в Испании, где пытался убедить Испанию признать независимость Соединенных Штатов. Испания так и не признала независимость США до окончания войны в 1783 году. Однако Джею удалось убедить испанцев выделить столь необходимый денежный кредит молодому американскому правительству в размере 170 000 долларов.
В 1782—1783 годах Джей находился в Париже, где вместе с Бенджамином Франклином участвовал в переговорах с Францией и Великобританией о признании независимости США и окончании войны
В 1788 году Джей активно отстаивает ратификацию Конституции США штатом Нью-Йорк и участвует в написании Записок Федералиста вместе с Гамильтоном и Мэдисоном.

### Верховный суд
С 1789 по июнь 1795 года Джей занимал пост первого председателя Верховного cуда США, заложив основы работы этого органа американской власти.
В 1789 году он также баллотировался на первых президентских выборах, где пришёл третьим к финишу и не смог занять пост вице-президента, который тогда по американским законам получал второй финалист.

### Губернатор штата Нью-Йорк
В 1795—1801 годах Джей был избран на пост губернатора штата Нью-Йорк. В 1801 году он отказался переизбираться на второй срок и отошёл от политики, уехал в свою загородную усадьбу, где занялся фермерством и скончался в возрасте 83 лет.

## Наследие
Законодательное собрание штата Индиана 7 февраля 1835 года приняло закон об округах, согласно которому на северо-востоке Индианы было создано тринадцать округов, включая Джей — единственный округ в США, названный его именем.

## Семья
Джон Джей был женат на Саре Ливингстон (1756—1802), дочери политического деятеля Уильяма Ливингстона (1723—1790), от которой у него было шестеро детей:
- Питер Огастес Джей (1776—1843)
- Сюзанна Джей (1780)
- Мария Джей (род. 1782)
- Анна Джей (род. 1783)
- Уильям Джей (1789—1858)
- Сара Джей (род. 1792)

Его жена приходилась племянницей министру иностранных дел США Роберт Ливингстону (1708—1790), первому казначею штата Нью-Йорк Питеру Ван Бругу Ливингстону (1710—1792) и государственному деятелю Филипу Ливингстону (1716—1778).

### Статьи
- Филимонова М.А. Джон Джей // Вопросы истории. — 2016. — № 7. — С. 28—48. — ISSN 0042-8779.
- Kaminski, John P. Honor and Interest: John Jay's Diplomacy During the Confederation (англ.) // New York History. — Cornell University Press, 2000. — Vol. 83, iss. 2. — P. 293—327.
- Klein, Milton M. John Jay and the Revolution (англ.) // New York History. — Cornell University Press, 2000. — Vol. 81, iss. 1. — P. 19—30.
- Wheeler, Charles B. John Jay (англ.) // The Quarterly Journal of the New York State Historical Association. — Cornell University Press, 1926. — Vol. 7, iss. 3. — P. 180—194.